# Kirby Hill (Harrogate)
Kirby Hill is een civil parish in het bestuurlijke gebied Harrogate, in het Engelse graafschap North Yorkshire.